# Fusil brisé

Le symbole de l'arme cassée.

Le fusil brisé est un symbole utilisé par l'Internationale des résistant(e)s à la guerre (IRG) et ses groupes affiliés mais précède la fondation de l'IRG en 1921. La première représentation du symbole se trouve dans l'ours de De Wapens Neder (A bas les armes) de janvier 1909, le journal mensuel de l'Union antimilitariste internationale des Pays-Bas. En 1915, il apparaît sur la couverture du tract Under det bruine Gevær (Sous le fusil brisé), publié par l'Association des Jeunesses Sociales Démocratiques Norvégiennes. La Ligue allemande pour les Victimes de Guerre, fondée en 1917, utilisa également le fusil brisé sur une bannière en 1919.
Le 16 octobre 1921, des ouvriers belges manifestant dans la ville de La Louvière, portaient des drapeaux montrant un soldat brisant son fusil. Ernst Friedrich, un Allemand qui avait refusé le service militaire, fonda le Anti-Kriegs-Museum à Berlin, lequel possédait un bas-relief en forme de fusil brisé au-dessus de sa porte. Le musée proposait des badges, broches, boucles de ceinture et épingles à cravate à l'effigie du fusil brisé.